# Александрович, Юрий Михайлович
Юрий Михайлович Александрович — советский хозяйственный, государственный и политический деятель, доктор социологических наук (2000), кандидат философских наук (1983), профессор политологии.

## Биография
Родился в 1941 году в Магнитогорске. Член КПСС.
С 1961 года — на хозяйственной, общественной и политической работе. В 1961—2007 гг. — электрик блюминга «1300» на ЧМЗ, секретарь комитета ВЛКСМ ЧМЗ, 2-й секретарь Челябинского горкома комсомола, секретарь по пропаганде, 2-й секретарь, 1-й секретарь Челябинского обкома ВЛКСМ, 1-й секретарь Калининского райкома КПСС города Челябинска, секретарь Челябинского горкома партии, 1-й секретарь Копейского горкома КПСС, секретарь Челябинского обкома КПСС, заместитель начальника Главного управления социальной защиты населения Челябинской области
Делегат XXIV и XXV съездов КПСС.
Жил в Челябинске, скончался 2 августа 2008 года